# NGC 3920
NGC 3920 est une galaxie spirale située dans la constellation du Lion. NGC 3920 a été découverte par l'astronome germano-britannique William Herschel en 1785.

## Caractéristiques
NGC 3920 présente une large raie HI.

### Distance
Sa vitesse par rapport au fond diffus cosmologique est de 3 945 ± 22 km/s, ce qui correspond à une distance de Hubble de 58,2 ± 4,1 Mpc (∼190 millions d'al).

### Classification
On ne voit aucune barre sur l'image obtenue des données de l'étude SDSS. La classification de spirale barrée par le professeur Seligman et par Wolfgang Steinicke semble incorrecte.

### Radiogalaxie
Selon la base de données Simbad, NGC 3920 est une radiogalaxie.

## Désignation
Note : Wolfgang Steinicke a inversé les désignations des galaxies NGC 3911 et NGC 3920. Les autres sources consultés désignent NGC 3911 comme étant PGC 36926 et NGC 3920 comme étant NGC 36981. Cette erreur est aussi présente sur d'autres sources et le professeur Seligman explique d'où elle vient. Les données de l'encadré et de ce texte provenant de Steinicke sont donc celle de PGC 36981 qui sont présentées sur la page NGC 3911 du site de Steinicke, sauf pour les magnitudes. La galaxie la moins lumineuse est en effet NGC 3911 et non NGC 3920.

## Groupe de NGC 3902
NGC 3920 fait partie du groupe de NGC 3902. Ce groupe de galaxies comprend au moins cinq galaxies. Les autres galaxies du groupe sont NGC 3902, NGC 3944, UGC 6806 et UGC 6807.
Selon Abraham Mahtessian, NGC 3902 et UGC 6806 (désigné 1147+2615, une abréviation pour CGCG 1147.7+2615) forment une paire de galaxies.